# 엔드밀

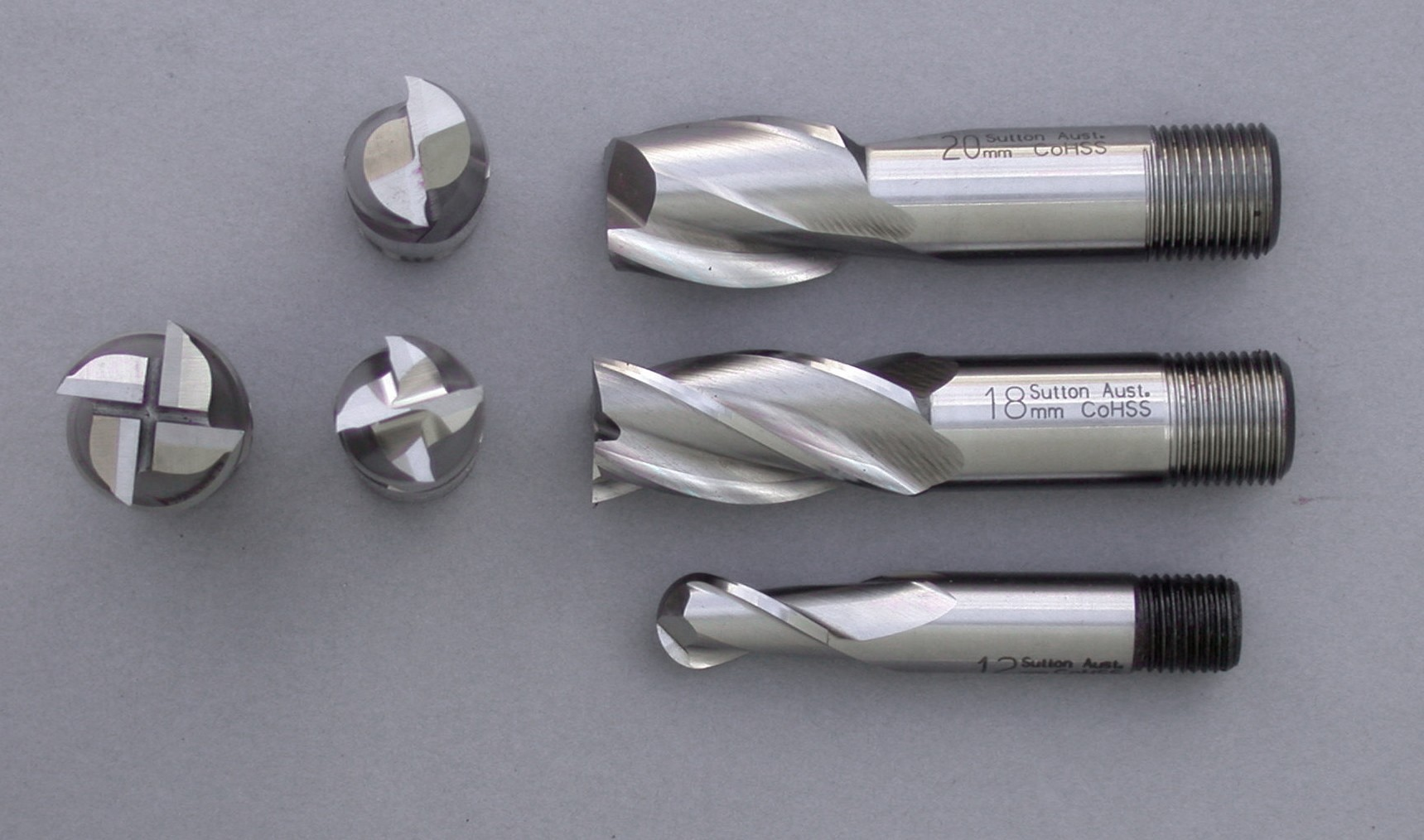
여러 유형의 엔드밀

엔드밀(end mill)은 산업용 밀링 용도에 사용되는 절삭 공구인 밀링 커터의 일종이다. 용도, 형상 및 제조 면에서 드릴 비트와 구별된다. 드릴 비트는 축 방향으로만 절단할 수 있지만 대부분의 밀링 비트는 반경 방향으로 절단할 수 있다. 모든 밀이 축 방향으로 절단할 수 있는 것은 아니다. 축방향으로 절단하도록 설계된 것을 엔드밀이라고 한다.
엔드밀은 프로파일 밀링, 트레이서 밀링, 페이스 밀링, 플런징 등의 밀링 가공에 사용된다.